# Liste des évêques d'Amarillo
Liste des évêques d'Amarillo
(Dioecesis Amarillensis)
Le diocèse d'Amarillo est créé le 3 août 1926, par détachement de ceux de Dallas et de San Antonio.

## Sont évêques
- 25 août 1926-2 juin 1933 : Rudolph Gerken (Rudolph Aloysius Gerken), nommé archevêque de Santa Fe
- 10 février 1934-23 janvier 1941 : Robert Lucey (Robert Emmet Lucey), nommé archevêque de San Antonio
- 2 août 1941-2 juillet 1958 : Laurence FitzSimon (Laurence Julius FitzSimon)
- 18 août 1958-16 avril 1963 : John Morkovsky (John Louis Morkovsky), déjà évêque auxiliaire depuis le 22 décembre 1955, nommé ensuite coadjuteur puis évêque de Galveston-Houston
- 16 avril 1963-28 août 1979 : Lawrence De Falco (Lawrence Michaël De Falco)
- 18 mars 1980-21 janvier 1997 : Leroy Matthiesen (Leroy Theodore Matthiesen)
- 21 janvier 1997-3 janvier 2008 : John Yanta (John Walter Yanta), auparavant évêque auxiliaire de San Antonio
- depuis le 3 janvier 2008 : Patrick Zurek (Patrick James Zurek), auparavant évêque auxiliaire de San Antonio

### Évêques auxiliaires
- 22 décembre 1955 - 18 août 1958 : John Morkovsky, nommé évêque d'Amarillo

## Prêtres du diocèse devenus évêques
- Thomas Joseph Drury, évêque de San Angelo (1961-1965) puis évêque de Corpus Christi (1965-1983)

## Sources
- L'ANNUAIRE PONTIFICAL, sur le site http://www.catholic-hierarchy.org, à la page